# 432
| 432                |
| ------------------ |
| Dødsfald - Fødsler |
|                    |

| Gregoriansk kalender | 432 CDXXXII             |
| Ab urbe condita      | 1185                    |
| Armensk kalender     | I/T                     |
| Kinesiske kalender   | 3128 – 3129 辛未 – 壬申 |
| Etiopisk kalender    | 424 – 425               |
| Jødisk kalender      | 4192 – 4193             |
| Hindukalendere       |                         |
| - Vikram Samvat      | 487 – 488               |
| - Shaka Samvat       | 354 – 355               |
| - Kali Yuga          | 3533 – 3534             |
| Iransk kalender      | 190 BP – 189 BP         |
| Islamisk kalender    | 196 BH – 195 BH         |

Se også 432 (tal)

## Dødsfald
- 6. april: Pave Celestin 1.